# (10784) Noailles
Pour les articles homonymes, voir Noailles.
(10784) Noailles est un astéroïde de la ceinture principale.

## Description
(10784) Noailles est un astéroïde de la ceinture principale. Il fut découvert le 4 septembre 1991 à La Silla par Eric Walter Elst. Il présente une orbite caractérisée par un demi-grand axe de 2,62 UA, une excentricité de 0,04 et une inclinaison de 15,9° par rapport à l'écliptique.

## Compléments